# Ornithocythere thomai
Ornithocythere thomai är en kräftdjursart som beskrevs av Hobbs och A. C. McClure 1983. Ornithocythere thomai ingår i släktet Ornithocythere och familjen Entocytheridae. Inga underarter finns listade i Catalogue of Life.